# Ignacia Jasso
Ignacia Jasso, la viuda de González, más conocida como Ignacia Jasso o por su apodo La Nacha, fue la primera narcotraficante mexicana en adquirir relevancia a nivel internacional. Junto con su marido, Jasso estableció uno de los primeros grandes cárteles de la droga en el norte de México en la década de 1930 y pasaría a controlar gran parte del comercio de heroína, morfina, marihuana, opio y cáñamo en Ciudad Juárez hasta la década de 1970.

## Biografía
Además de ser madre amorosa y católica caritativa,  esposa de un agricultor de Ciudad Juárez, Jasso se involucró en actividades delictivas después de que su marido fuera asesinado en un burdel de Juárez. El cogestor de un club nocturno cercano, Enrique Fernández, estaba implicado en varias empresas delictivas y convenció a Jasso para que se uniera a su organización. Empezando como miembro de menor rango, Jasso gestionó el negocio de drogas ilícitas de Fernández, aumentando gradualmente su poder dentro de la organización. La organización pronto se conoció como la banda de Fernández y llegó a ejercer una influencia considerable sobre las autoridades locales y estatales, siendo la primera organización criminal en hacerlo. 
Para controlar el tráfico de drogas y tener en orden los “picaderos” de su propiedad en que se refugiaban los soldados estadounidenses a quienes despreciaba con profundo resentimiento nacionalista, la pareja eliminó a su competencia mediante una campaña de sobornos, asesinatos e intimidaciones y Jasso fue apodada "La Nacha". Su negocio se expandió a lo largo de las décadas de 1930 y 1940. Además de la producción y el contrabando de drogas, ella y su esposo se dedicaron a otras industrias, especialmente la prostitución y el contrabando de alcohol. Sus acciones hicieron que la Oficina Federal de Narcóticos la pusiera en su punto de mira y que Harry J. Anslinger pidiera su extradición a los Estados Unidos.
El cártel de la droga establecido por Jasso operó por severas décadas, con una fuente señalando que el cartel siguió en operación hasta los años 70. Entró y salió de la cárcel varias veces y murió en una relativa oscuridad.

Pablo González “el Pablote” e Ignacia Jasso “la Nacha” fueron una pareja de narcos que iniciaron el tráfico de marihuana y opio a los Estados Unidos. La pareja se cargó a toda la mafia china que había establecido una red de tráfico de drogas desde Ciudad Juárez, para quedarse con el negocio.

## Legado
El cartel de la droga establecido por Jasso operó durante varias décadas, con una fuente señaló que el cártel permaneció en funcionamiento hasta la década de 1970. Entrando y saliendo de prisión varias veces, murió en relativa oscuridad. Muchas de las tácticas actuales de los cárteles de la droga modernos en México fueron inventadas por Jasso. Esto incluye infiltrarse en los servicios de inteligencia y sobornar a las agencias públicas, numerosas fugas efectivas de prisión y la vigilancia de las rutas de suministro, muchas de las cuales están custodiadas por diferentes cárteles, incluido el Sinaloa, Juárez , y Cartel de Tijuana hasta el día de hoy. Su cártel también fue la primera organización local en tener control sobre el narcotráfico, un mercado anteriormente dominado por inmigrantes asiáticos.
La Nacha es también mencionada en el corrido "El Pablote", escrito por José Rosales en 1930. El corrido en honor a Pablo Gonzalez "el Pablote", su marido, es considerado como el primer narcocorrido en la historia, ya que no se tiene precedente de una obra de este tipo que narre la historia de un traficante de narcóticos.